# White Pony
| 전문가 평가          | 전문가 평가 |
| 총 점수              | 총 점수     |
| 출처                 | 점수        |
| -------------------- | ----------- |
| 메타크리틱           | 72/100      |
| 평가 점수            |             |
| 출처                 | 점수        |
| AllMusic             | [ 2 ]       |
| Entertainment Weekly | B+          |
| Kerrang!             | 5/5         |
| Los Angeles Times    | [ 5 ]       |
| Melody Maker         | [ 6 ]       |
| NME                  | 8/10        |
| Pitchfork            | 8.4/10      |
| Rolling Stone        | [ 9 ]       |
| Spin                 | 4/10        |
| The Village Voice    | [ 11 ]      |

《White Pony》는 2000년 6월 20일, 매버릭 레코드를 통해 발매된 미국의 얼터너티브 메탈 밴드 데프톤스의 세 번째 스튜디오 음반이다. 이 곡은 이 밴드의 첫 두 음반인 《Adrenaline》 (1995년)과 《Around the Fur》 (1997년)를 프로듀싱한 테리 데이트가 프로듀싱을 맡았다. 녹음 세션은 1999년 8월과 12월 사이에 웨스트할리우드의 래러비 사운드 스튜디오와 캘리포니아주 소살리토의 더 플랜트 레코딩 스튜디오에서 열렸다.
그것은 밴드의 사운드가 크게 성장했고 포스트 하드코어, 트립합, 슈게이징, 프로그레시브 록, 포스트 록의 영향을 그들이 알려지게 된 얼터너티브 메탈 사운드에 통합함으로써 그들의 역사에서 전환점으로 여겨진다. 《White Pony》는 또한 턴테이블과 신시사이저에 프랭크 델가도를 정식 멤버로 참여시킨 첫 번째 음반이기도 하다. 델가도는 이전에 그들의 첫 두 음반에서 피처링 게스트로 이 밴드와 함께 작업하면서 일부 곡에 음향 효과를 내기도 했다. 치노 모레노가 리듬 기타 파트를 담당하기 시작한 최초의 데프톤스 음반이기도 하다.
발매되자마자, 그리고 소급해서, 이 음반은 비평가들로부터 호평을 받았고, 일반적으로 팬들과 비평가들 모두에게 그 시점까지 그들의 가장 성숙한 외출 중 하나로 여겨진다. 《White Pony》는 데프톤스의 지금까지 가장 많이 팔린 음반으로 2002년 7월 17일, 미국 음반 산업 협회에 의해 인증된 첫 번째 플래티넘 레코드가 되었다. 이 음반에는 〈Change (In the House of Flies)〉와 〈Back to School (Mini Maggit)〉, 프로모션 싱글 〈Digital Bath〉, 2001년 그래미 어워드 최우수 메탈 퍼포먼스상 수상곡 〈Elite〉가 수록되어 있다. 이 음반은 2020년 12월에 《White Pony》의 동반 리믹스 음반인 《Black Stallion》과 함께 20주년 기념 재발행되었다.

## 배경 및 녹음
투어에서 잠시 휴식을 취한 후, 밴드는 스튜디오에서 프로듀서 테리 데이트와 함께 《White Pony》를 작업하고 녹음하는 데 4개월을 보냈는데, 이는 그들이 지금까지 음반 작업에 전념했던 시간 중 가장 긴 시간이다. 프런트맨 치노 모레노는 이 시간의 대부분이 작곡에 소비되었고, 〈Change (In the House of Flies)〉의 작사가 밴드가 유닛으로 활동하기 시작한 전환점이었다고 설명했다.
음반을 더 빨리 발매해야 한다는 압박에도 불구하고, 그 밴드는 천천히 음반을 만들기로 결정했다. 베이시스트 치 쳉은 "우리는 잃을 것이 없다고 느꼈고, 그래서 우리가 만들고 싶은 음반을 만들었다"고 설명했다. 모레노는 전반적인 서정적인 주제를 염두에 두지 않았지만, "저는 기본적으로 이 음반에서 제 자신에 대해 노래하지 않았습니다. 줄거리도 많이 만들고 대화도 좀 했어요. 저는 완전히 정신을 차리고 다른 것들에 대해 썼어요. 일단 노래를 부르면 더 일반적이 될 수 있어요. 이 음반에는 사람들이 저에게 의문을 제기할 많은 것들이 있습니다. 그리고 저는 이 음반에서 제 자신을 제거할 수 있습니다. 저 아니에요. 저는 여기에 글을 쓰고 있습니다."
처음에는 게스트 음악가를 음반에 포함시키려 하지 않았지만, 메이너드 제임스 키넌이 〈Passenger〉에서, 로들렌 게틱이 〈Knife Prty〉에서 추가 보컬을 맡았다. 〈Rx Queen〉은 또한 스톤 템플 파일럿츠의 선두주자인 스콧 와일랜드의 목소리 기고를 특징으로 한다. 와일랜드는 모레노를 그의 스튜디오로 데려와서 그가 노래를 따라 부르고 보컬 하모니를 제안했다. 결과는 곡의 최종 버전에 남겨졌고 와일랜드의 파트에 대한 공적은 어느 쪽에서도 논의되지 않았다.

## 발매
이 음반에는 다섯 가지 다른 에디션이 있다. 발매일에 한정판 번호가 매겨진 카피는, 단색의 빨강과 검정색의 보석 케이스와 함께 발매되었다. 다른 색깔의 두 케이스는 다른 책자 삽입도 특징이다. 두 가지 한정판 모두 〈The Boy's Republic〉을 포함했지만 〈Back to School (Mini Maggit)〉은 포함하지 않았다."
회색 커버의 에디션은 음반의 첫 번째 무제한 버전으로 발매되었으며, 〈The Boy's Republic〉은 포함되지 않았다. 이것은 빨강과 검정 버전과 함께 밴드가 의도한 대로 음반의 올바른 시퀀스를 가진 버전이었다. 회색 버전은 나중에 〈Back to School (Mini Maggit)〉을 첫 번째 트랙으로 추가한 현재의 흰색 버전으로 대체되었다. 이것은 마케팅 전략으로서 추가되었을 뿐이며, 모레노는 이 결정에 만족하지 않는다고 말했다. 오리지널 발매는 또한 약 1,000장의 판촉을 위해 투명한 빨간색 바이닐에 인쇄되었다.
음반 20주년을 기념하여 데프톤스는 2020년 12월 11일, 보너스 리믹스 음반인 《Black Stallion》과 패키지화된 《White Pony》를 재발매했다. 《Black Stallion》은 오리지널 《White Pony》 음반의 전체 트랙 리스트를 "전자, 비트 구동" 접근법으로 다른 프로듀서에 의해 재생된 각각의 곡들을 순서대로 수록하고 있다. 데프톤스는 원래 《White Pony》 녹음 전에 리믹스 음반을 구상했고 DJ 섀도에게 직접 음반 전체를 리믹스하기 위해 연락을 취했었다. 《Black Stallion》은 DJ 섀도, 클램스 카지노, 로버트 스미스, 마이크 시노다 등의 리믹스를 포함하며 퓨리티 링의 리믹스곡 〈Knife Prty〉 뮤직 비디오를 통해 홍보되었다.

## 곡 목록
모든 곡들은 데프톤스에 의해 작사/작곡하였다.
| #   | 제목                                       | 재생 시간 |
| --- | ------------------------------------------ | --------- |
| 1.  | 〈Feiticeira〉                             | 3:09      |
| 2.  | 〈Digital Bath〉                           | 4:15      |
| 3.  | 〈Elite〉                                  | 4:01      |
| 4.  | 〈Rx Queen〉                               | 4:27      |
| 5.  | 〈Street Carp〉                            | 2:41      |
| 6.  | 〈Teenager〉                               | 3:20      |
| 7.  | 〈Knife Prty〉                             | 4:49      |
| 8.  | 〈Korea〉                                  | 3:23      |
| 9.  | 〈Passenger〉 (Feat. 메이너드 제임스 키넌) | 6:07      |
| 10. | 〈Change (In the House of Flies)〉         | 4:59      |
| 11. | 〈Pink Maggit〉                            | 7:32      |

| #   | 제목                   | 재생 시간 |
| --- | ---------------------- | --------- |
| 12. | 〈The Boy's Republic〉 | 3:09      |

| #   | 제목                                       | 재생 시간 |
| --- | ------------------------------------------ | --------- |
| 1.  | 〈Back to School (Mini Maggit)〉           | 3:57      |
| 2.  | 〈Feiticeira〉                             | 3:10      |
| 3.  | 〈Digital Bath〉                           | 4:13      |
| 4.  | 〈Elite〉                                  | 4:02      |
| 5.  | 〈Rx Queen〉                               | 4:29      |
| 6.  | 〈Street Carp〉                            | 2:42      |
| 7.  | 〈Teenager〉                               | 3:19      |
| 8.  | 〈Knife Prty〉                             | 4:50      |
| 9.  | 〈Korea〉                                  | 3:24      |
| 10. | 〈Passenger〉 (Feat. 메이너드 제임스 키넌) | 6:09      |
| 11. | 〈Change (In the House of Flies)〉         | 4:58      |
| 12. | 〈Pink Maggit〉                            | 7:34      |

## 인증
| 국가                       | 인증     | 판매량/출하량 |
| -------------------------- | -------- | ------------- |
| 오스트레일리아 (ARIA)      | 골드     | 35,000^       |
| 캐나다 (뮤직 캐나다)       | 골드     | 50,000^       |
| 영국 (BPI)                 | 골드     | 132,812       |
| 미국 (RIAA)                | 플래티넘 | 1,000,000^    |
| ^출하량을 기반으로 한 인증 |          |               |